# Pontiac Township (comté d'Ozark, Missouri)
Pontiac Township est un ancien township, situé dans le comté d'Ozark, dans le Missouri, aux États-Unis,.
Le township est baptisé en référence à Pontiac, chef de la tribu des Outaouais.

### Source de la traduction
- (en) Cet article est partiellement ou en totalité issu de l’article de Wikipédia en anglais intitulé « Pontiac Township, Ozark County, Missouri » (voir la liste des auteurs).